# Cat's World
Cat's World (Cat's World?) è un manga shōnen scritto e disegnato dal mangaka Okama. È stato serializzato nel 1999 sulle pagine della rivista Comic Drago e poi raccolto da Kadokawa Shoten in due volumi formato tankōbon. In Italia è stato pubblicato da GP Manga nel 2012.

## Trama
Nella pianura a nord di Kelko tutti gli abitanti sono stati trasformati in buffi gattini, tutti eccetto Kilka Hon. Solo lei potrà mettere la parola fine agli attentati del gruppo terroristico Echiboza, colpevole della trasformazione degli abitanti.

## Volumi
| Nº | Titolo italiano Giapponese 「Kanji」 - Rōmaji | Data di prima pubblicazione | Data di prima pubblicazione        |
| Nº | Titolo italiano Giapponese 「Kanji」 - Rōmaji | Giapponese                  | Italiano                           |
| 1  | Cat's World 1 「Cat's World 1」               | ?                           | 12 maggio 2012 ISBN 978-8864687421 |
| 2  | Cat's World 2 「Cat's World 2」               | ?                           | 9 giugno 2012 ISBN 978-8864687506  |